# Nguyễn Tấn Dũng

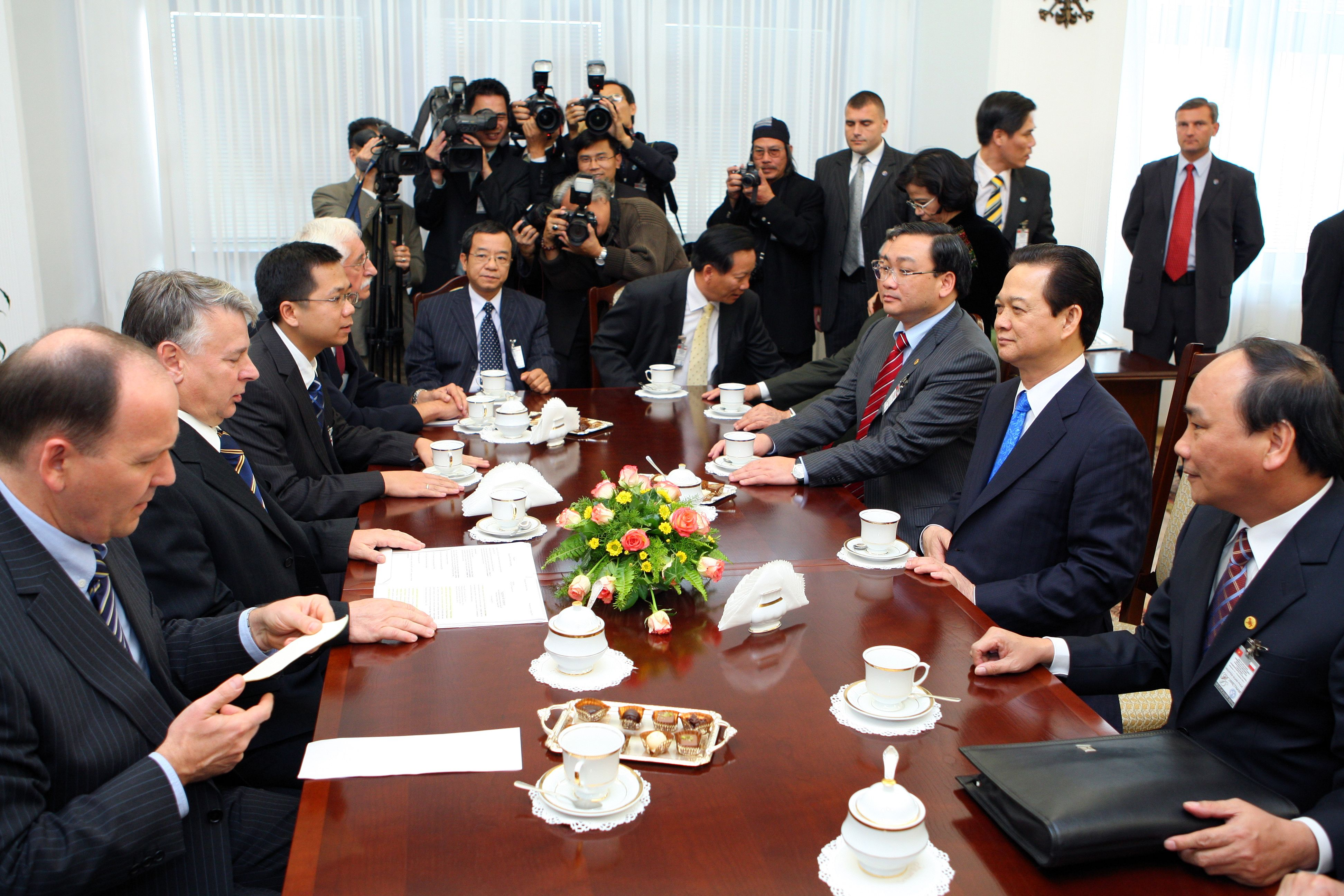
Nguyễn Tấn Dũng podczas wizyty w Polsce, na spotkaniu z Bogdanem Borusewiczem w Senacie (2007)

Nguyễn Tấn Dũng (ur. 17 listopada 1949 w Cà Mau) – wietnamski polityk. Wicepremier w latach 1997–2006, premier Wietnamu od 27 czerwca 2006 do 7 kwietnia 2016.

## Życiorys
Nguyễn Tấn Dũng urodził się w prowincji Cà Mau w południowej części kraju. W wieku 12 lat, w listopadzie 1961 jako ochotnik wstąpił w szeregi Vietcongu, wykonując początkowo zadania medyczne i komunikacyjne. W czasie wojny wietnamskiej był czterokrotnie ranny. Po zakończeniu działań militarnych ukończył studia prawnicze.
Do Komunistycznej Partii Wietnamu wstąpił oficjalnie 10 czerwca 1967, a na VIII, IX i X Partyjnym Kongresie Narodowym został wybrany członkiem jej Biura Politycznego. Nguyễn Tấn Dũng w ciągu swojej kariery politycznej zajmował stanowiska ministra bezpieczeństwa wewnętrznego oraz ministra banku narodowego. Od 29 września 1997 do 24 czerwca 2006 pełnił funkcję wicepremiera. 
Po rezygnacji ze stanowiska premiera przez Phana Văn Khải, 27 czerwca 2006 Zgromadzenie Narodowe większością 92% głosów wybrało go nowym szefem rządu. 25 lipca 2007 Zgromadzenie Narodowe większością 97% głosów wybrało Nguyễna Tấn Dũnga szefem rządu na nową, pięcioletnią kadencję. 7 kwietnia 2016 wietnamski parlament odwołał go z funkcji premiera.